# Gyri orbitales
De gyri orbitales of oogkuilswindingen zijn de hersenwindingen aan het orbitale oppervlak van de frontale kwab van de grote hersenen.
Daartoe worden voornamelijk de gyri orbitales anterior, posterior, lateralis en medialis gerekend.